# James Drummond (1er baron Perth)
Pour les articles homonymes, voir James Drummond et Drummond.
James Drummond, 1er baron Perth (12 février 1744 - 2 juillet 1800) est un soldat écossais, propriétaire foncier et pair. 

## Biographie
Il est né le 12 février 1744 à Lundin, Fife sous le nom de James Lundin. Il est le fils de James Lundin (1707-1781) et de Rachel Bruce (décédée en 1769), fille de Thomas Bruce, septième comte de Kincardine. Sa sœur aînée, Veronica Drummond, épouse Duncan Campbell, de Kames, et son frère aîné est Thomas Drummond (Lord Drummond) (en). 
Les Lundin sont issus de Thomas de Lundin, un fils naturel du roi Guillaume le Lion. Les grands-parents paternels de James sont Robert Lundin (1675-1716) et Anne Inglis (une fille de James Inglis de Cramond). Son grand-père, Robert, est un fils cadet de John Drummond (1er comte de Melfort) (fils cadet du 3e comte de Perth) de sa première femme, Sophia Maitland. Sophia, son arrière-grand-mère, hérite de Lundin de son frère, John Lundin de Lundin, tous deux enfants de Margaret (née Lundin) Maitland et de Robert Maitland (un fils cadet de John Maitland (1er comte de Lauderdale)). La mère de Sophia, Margaret, hérite des domaines de Lundin à la mort de son père, John Lundin de Lundin, en 1684. 
Le jeune James Lundin, également connu sous le nom de Drummond, entre dans l'armée britannique en 1771. Le 2 septembre 1780, il est promu capitaine du 2e bataillon du 42e Highlanders et sert avec le bataillon en Inde. 

## Revendication du comté de Perth
Le 6 février 1760, à la suite du décès d’Edward Drummond, sixième duc de Perth dans la pairie jacobite, le père de James devient héritier du comté de Perth, déchu depuis 1716 en raison du décès de James Drummond, second duc de Perth (Le premier comte de Melfort est le fils cadet de James Drummond, 3e comte de Perth). Son père prend donc le nom de famille de Drummond et se fait appeler 10e comte de Perth. En 1776, à la suite du décès de Jean Drummond, duchesse de Perth en 1773, il s'établit dans le domaine Drummond de Stobhall, dans le Perthshire. 
À la mort de son père le 18 juillet 1781, James reprend sa revendication du comté de Perth (son frère aîné Thomas, qui a émigré en Amérique, est décédé en novembre précédent), sans utiliser le titre . En 1784, une loi autorisant la Couronne à octroyer aux héritiers masculins les terres confisquées en 1745 est votée. Le 8 mars 1785, la Court of Session déclare qu'il est l'ayant droit des domaines de Drummond (notamment le château de Drummond), qui lui sont dûment accordés. Il soumet une demande pour être comte de Perth en 1792, mais la retire en 1796 et est créé le 26 octobre 1797, dans la Pairie de Grande-Bretagne Lord Perth, baron Drummond de Stobhall, dans le comté de Perth.
Après la mort de Lord Perth, la revendication des comtés de Perth passe à la lignée des ducs titulaires de Melfort, pour qui elle est restaurée le 28 juin 1853, avant de passer aux vicomtes Strathallan le 28 février 1902. 
Lundin est vendu à William Erskine de Torry avant sa mort et passe à James Erskine Wemyss (la maison de Lundin est démolie en 1876, mais sa tour reste aujourd'hui). Les domaines de Drummond passent, en vertu d'un règlement du 9 juin 1800, à sa fille Clementina et ses héritiers.

## Vie privée
Le 31 mars 1785, Drummond épouse Clementina Elphinstone (1749-1822) à Édimbourg. Elle est une fille de Charles Elphinstone, 10e Lord Elphinstone et Clementina Fleming (fille de John Fleming, 6e comte de Wigton). Ensemble, ils ont trois enfants: 
- James Drummond (1791-1799), décédé dans l'enfance[1].
- Clementina Sarah Drummond (1786-1865), qui épouse Peter Robert Burrell le 20 octobre 1807; ils adoptent le nom de famille de Drummond en plus de celui de Burrell par licence royale le 6 novembre de la même année. Il succède à son père en tant que baron Gwydyr en 1820 et à sa mère en tant que baron Willoughby de Eresby en 1828 [6]. Comme Mme Drummond Burrell est une des dames patrons de Almack en 1814, telle que décrite dans les mémoires du capitaine Gronow.
- Jemima Rachel Drummond (1787-1788), décédée en bas âge.

Lord Perth décède à Innerpeffray le 2 juillet 1800, date à laquelle la baronnie de 1797 s'éteint.   